# Comuna Reghiu, Vrancea
Reghiu este o comună în județul Vrancea, Moldova, România, formată din satele Farcaș, Jgheaburi, Piscu Reghiului, Răiuți, Reghiu (reședința), Șindrilari, Ursoaia și Valea Milcovului.

## Așezare
Comuna se află în zona central-vestică a județului, pe malul stâng al Milcovului. Este traversată de șoseaua națională DN2M, care o leagă spre sud de Andreiașu de Jos și Nereju, și spre est de Mera, Broșteni, Odobești și Focșani (unde se termină în DN2D).

## Demografie
Componența etnică a comunei Reghiu
     Români (94,26%)
     Alte etnii (5,74%)
Componența confesională a comunei Reghiu
     Ortodocși (93,87%)
     Alte religii (0,39%)
     Necunoscută (5,74%)
Conform recensământului efectuat în 2021, populația comunei Reghiu se ridică la 2.039 de locuitori, în scădere față de recensământul anterior din 2011, când fuseseră înregistrați 2.126 de locuitori. Majoritatea locuitorilor sunt români (94,26%). Din punct de vedere confesional, majoritatea locuitorilor sunt ortodocși (93,87%), iar pentru 5,74% nu se cunoaște apartenența confesională.

## Obiective marcante
Unul dintre obiectivele turistice ale comunei, este Rezervația Naturală Reghiu-Scruntaru.

## Politică și administrație
Comuna Reghiu este administrată de un primar și un consiliu local compus din 11 consilieri. Primarul, Cătălin-Georgel Valisăreanu[*], de la Partidul Social Democrat, este în funcție din octombrie 2020. Începând cu alegerile locale din 2024, consiliul local are următoarea componență pe partide politice:
|  | Partid                    | Consilieri | Componența Consiliului | Componența Consiliului | Componența Consiliului | Componența Consiliului | Componența Consiliului | Componența Consiliului | Componența Consiliului | Componența Consiliului | Componența Consiliului |
|  | ------------------------- | ---------- | ---------------------- | ---------------------- | ---------------------- | ---------------------- | ---------------------- | ---------------------- | ---------------------- | ---------------------- | ---------------------- |
|  | Partidul Social Democrat  | 9          |                        |                        |                        |                        |                        |                        |                        |                        |                        |
|  | Partidul Național Liberal | 2          |                        |                        |                        |                        |                        |                        |                        |                        |                        |

## Istorie
La sfârșitul secolului al XIX-lea, satele și teritoriul actual al comunei făceau parte din comunele vecine Mera și Năruja. Anuarul Socec din 1925 consemnează apariția comunei Reghiu, în plasa Gârlele a județului Putna, având 2053 de locuitori în satele Reghiu și Andriași. În 1931, ea a luat forma actuală, legea din acel an arătând că avea în compunere satele Farcaș, Jaghiaburi, Pârlita, Răiuț, Reghiu, Ursoaia, Valea Boului și Valea Milcovului.
În 1950, comuna a fost transferată la raionul Năruja din regiunea Putna, și doi ani mai târziu la raionul Focșani din regiunea Bârlad, și apoi (după 1956) din regiunea Galați. Satul Valea Boului a luat în 1964 denumirea de Piscu Reghiului și în 1968, comuna a trecut la județul Vrancea, în forma actuală.